# Babat (Lembak)
Babat is een bestuurslaag in het regentschap Muara Enim van de provincie Zuid-Sumatra, Indonesië. Babat telt 1118 inwoners (volkstelling 2010).